# Tagaste
La ciudad númida de Tagaste, sobre la cual se asienta actualmente Suq Ahras, en Argelia, fue el lugar de nacimiento de Agustín de Hipona y de Santa Mónica de Hipona, siendo el centro de la cultura bereber. Era una ciudad de gran cultura.

## Historia

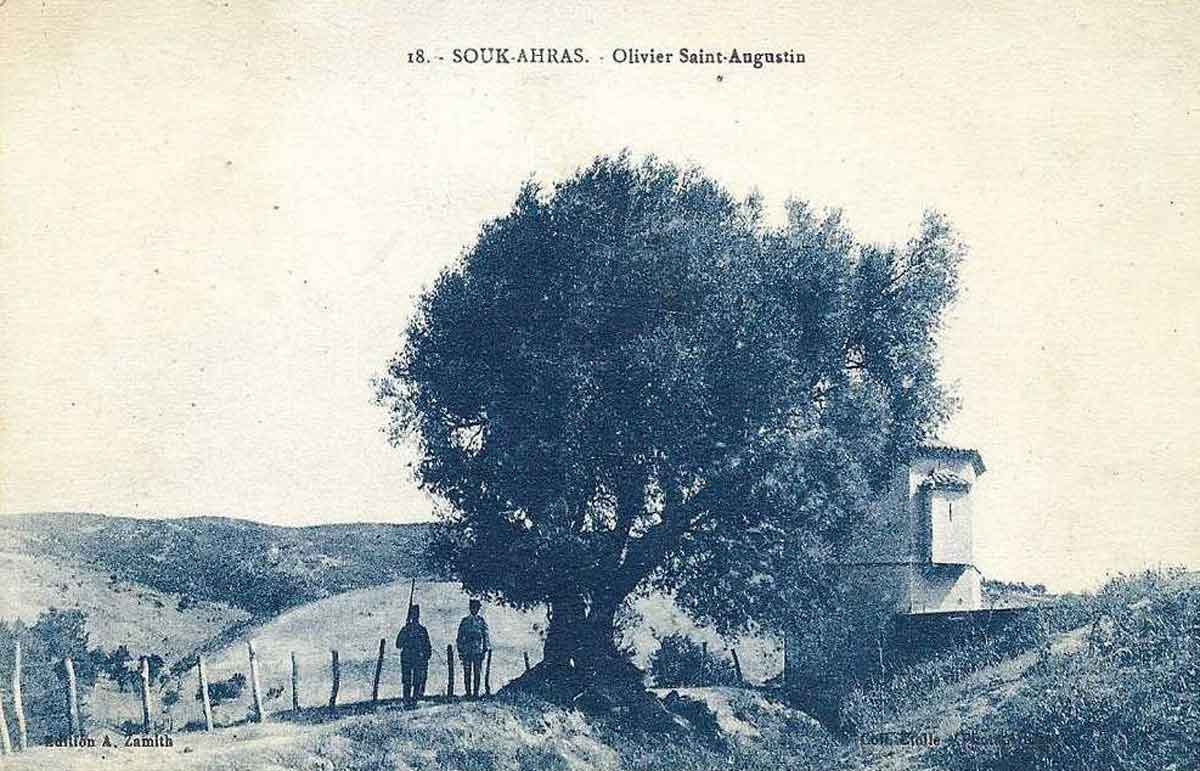
El olivo que se cree que fue plantado por san Agustín.

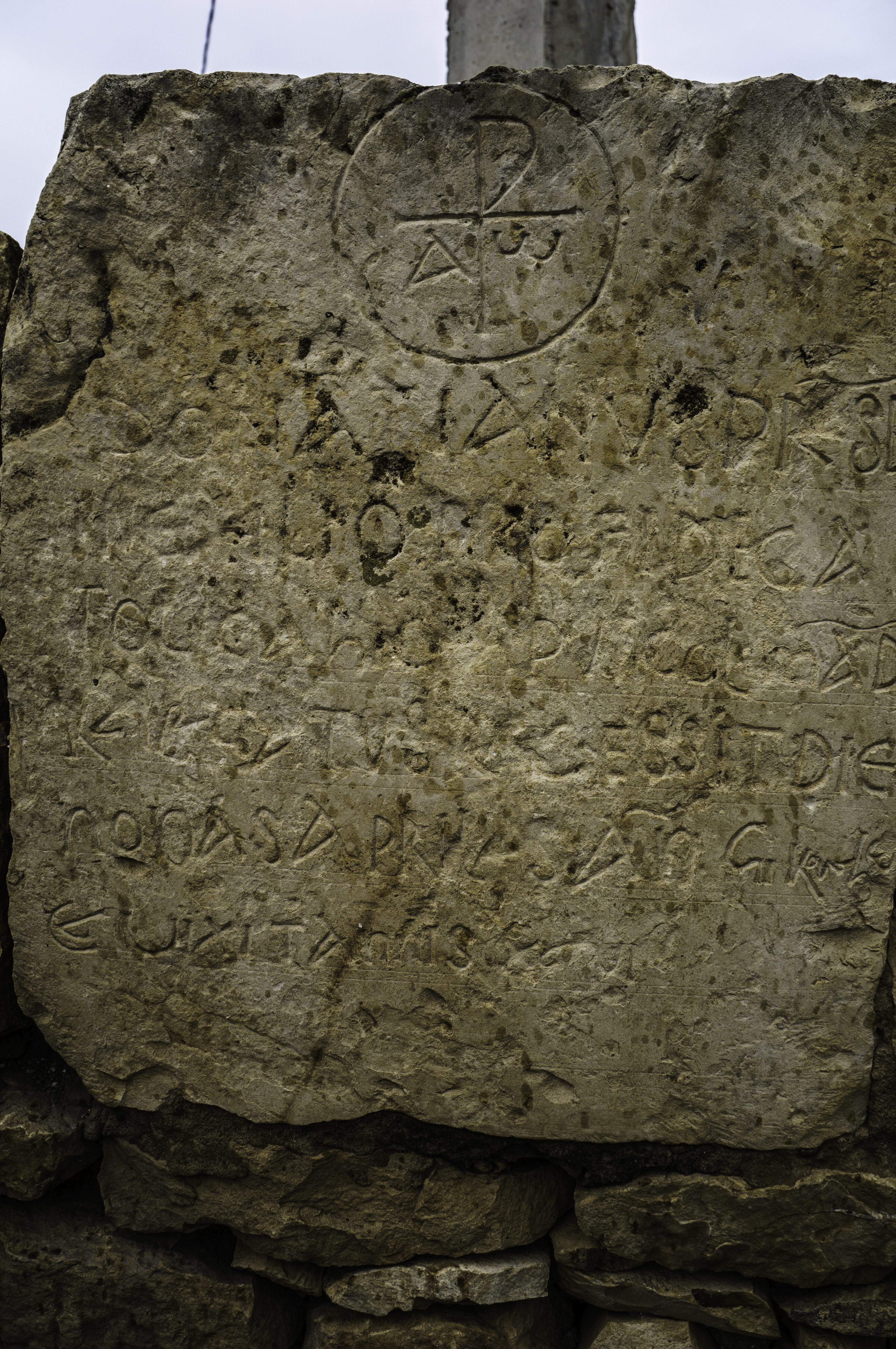
Inscripción cristiana en Tagaste.

Tagaste fue originalmente un pequeño poblado númida, habitado por una tribu bereber. En el año 354 nació san Agustín de Hipona. Según la tradición, se dice que acostumbraba a meditar bajo un olivo situado en una colina. Este árbol existe todavía y es el lugar de reunión de los seguidores de la doctrina agustiniana.
Bajo el Imperio romano, floreció gracias al comercio —especialmente durante el mandato de Septimio Severo—. Se convirtió en un municipium romano en el primer siglo de dominio. Estuvo habitada por inmigrantes itálicos, pero la mayoría de sus pobladores eran bereberes romanizados.
Aparece mencionada por Plinio el Viejo en su Naturalis historia (Historia natural) como un importante centro cristiano en África. Tuvo una basílica y una diócesis católica, siendo la más importante de la Numidia bizantina.
Se conocen tres obispos de Tagaste: san Firmo (antes de Constantino I), san Alipio (amigo de San Agustín, antes de 403 - después de 429) y san Genaro (antes de 484).
La rica y poderosa gens Valeria, más tarde bajo santa Melania, poseía una finca cercana de tal extensión e importancia que incluía dos sedes episcopales, una perteneciente a la Iglesia católica y otra a los donatistas. Se decía que algunas de las habitaciones de la villa estaban "llenas de oro".
Durante su período bajo el Imperio bizantino, fue fortificada con muros. A finales del siglo VII cayó en poder del Califato Omeya. Tras siglos de olvido, en la época de la ocupación francesa estaba la zona bajo el dominio de la tribu bereber de los hanensha. La localidad fue reconstruida por colonos franceses, cambiando su nombre a Souk Ahras (1830).

## Otros datos
Actualmente, filólogos e investigadores de las Islas Canarias han relacionado el topónimo Tagaste con Tegueste. Este último deriva de *tegăsət, que significa "húmeda" y es de origen guanche, los cuales tenían un origen bereber.